# Hautboist
Hautboist eller hoboist (af fr. hautbois for 'højtlydende træ') er en oboblæser;  udtrykket anvendes også forskellige steder som
fællesbenævnelse for alle militærmusikere. 
I løbet af Frederik 4.s regeringstid 1699-1730 blev korpset af hofmusikere stærkt præget af nyanskaffede træblæseinstrumenter, oboer og fagotter, og kongen satte så stor pris på det, at der ved Livgarden og Grenaderkorpset blev ansat seks skalmejeblæsere som fik titlen hoboister efter det nye hautbois-instrument.
Hundrede år igennem blev hoboist betegnelsen for medlemmer af de militære musikkorps, mens strygerne ved hoffet kaldtes hofvioloner.